# Dobrudžská plošina
Dobrudžská plošina (rumunsky Podișul Dobrogei, bulharsky Добруджанско плато, Dobruždansko plato) je plošinovitá pahorkatina ve východním Rumunsku a severovýchodním Bulharsku, v Dolnodunajské nížině, v historické a geografické oblasti Dobrudža, podle níž je pojmenována.

## Popis

### Vymezení
Dobrudžská plošina se nachází ve východní části Dolnododunajské nížiny a zabírá velkou část historického a geografického regionu Dobrudža. Hranice náhorní plošiny jsou následující:
- na jihozápadě plošina postupně přechází do vyšší Ludogorské plošiny;[p 1]
- na jihu hraničí s plošinou Stana[p 1] více na západě a východně odtud vede údolím Batovské řeky, která ji odděluje od Frangenské plošiny;[p 1]
- na východě – plošina klesá k Černému moři, přičemž ve své jižní části klesá strmě a v severní klesá mírněji;
- na severu a západě je ohraničena Dunajem.

Délka náhorní plošiny je ve východozápadním směru většinou 70 km, nanejvýš 90 km, a v severojižním přes 200 km, z čehož asi 60 km na bulharském území. Je mírně zvlněná, má jemný reliéf s relativně nízkými nadmořskými výškami (200–300 m). Severní část je vyšší, dosahuje místy 350–400 m, Nejvyšší bod Greci (Țuțuiatul) má výšku 467 m, čímž se pohoří řadí mezi pahorkatiny, které se nacházejí mezi údolím Dunaje na západě a severu a Černým mořem na východě a představuje tak jediný velký celek s odhalenými nejstaršími geomorfologickými strukturami. V Rumunsku se řadí mezi vněkarpatské celky, v Bulharsku mezi pahorkatiny Dolnodunajské nížiny. Plošina se dělí linií Hârșova – Capu Midia na severní a jižní část.
Severní masiv je vyšší, s rozmanitějším reliéfem a obecným sklonem od Dunaje směrem k moři. Tvoří ho pohoří Măcin s vrcholem Niculițel, Tulčanské vrchy (pokračující terasou Agighiol), Nalbantská proláklina, plošina Babadag (táhnoucí se od Dunaje k Černému moři s maximální nadmořskou výškou 401 m), Casimceaská plošina, tvořená zelenými břidlicemi (s maximální nadmořskou výškou 325 m). Na ni navazuje terasa Hamangia. Tyto dvě plošiny bývají někdy vydělovány jako samostatná střední část pohoří.
Jižní část je nižší a v Rumunsku prakticky nepřesahuje nadmořskou výšku 200 m; je široce zvlněná a kopíruje vrásy sarmatských vápenců a svažuje se od moře směrem k Dunaji. Mnohá údolí mají jsou bezodtoká. Podcelky jsou: vysoká pobřežní oblast, plošina Medgidia (s údolím Carasu), plošina Negru Voda a plošina Oltina. Její nejvyšší bod v Rumunsku leží v jihozápadním výběžku, který se nazývá Podișul Deliorman, a má nadmořskou výškou 204 m. Plošina pokračuje do Bulharska, kde stoupá do výšek přesahujících 400 m.

### Vodopis
Plošina se vyznačuje velkým množstvím podzemní vody. Nejdelší řeky, Sucha reka (126 km) a Urluia (98 km), se nacházejí v jižní části a vlévají se do Dunaje. Jejich údolí na dolním toku získávají kaňonovitý vzhled a jsou po část roku případně i vyschlá. Přímé toky do Černého moře jsou od jihu Šabla (31 km), Casimcea (50 km), Hamangia (33 km), Slava (38 km), Taița (57 km).
Významný je průplav Dunaj – Černé moře, který protíná Dobrudžskou plošinu ze západu na východ v délce 64 km.

### Půdy a flora
Pro Dobrudžskou plošinu jsou charakteristické typické a vyluhované černozemi a šedé lesní půdy s vysokou přirozenou úrodností. Převládají suchomilné stepní druhy rostlin, jejichž porosty jsou místy výrazně narušeny, jelikož byly vytlačeny zemědělskými plodinami.

## Geologie
Jedná se o kerné pohoří, které z tektonického hlediska patří k několika krám: na severu k Černomořské kře, která prochází subdukčním procesem pod Obloukové Karpaty, a na jihu k Moesijské kře (zahrnující spodní vrstvy Dolnododunajské nížiny a jižní Dobrudže). Jeho centrální část byla vyzdvižena kaledonským vrásněním (v kambriu a siluru) a severní část hercynským vrásněním (v devonu a permu). Jedná se o relativně pevnou plošinu tvořenou zelenými břidlicemi, žulami, mezozoickými a kenozoickými usazeninami, která je silně erodovaná dlouhodobým působením vnějších vlivů. Její nízká výška je obecně způsobena exogenními procesy, které erodovaly základní materiál hornin vystavený atmosférickým vlivům. Horniny, které jsou v současnosti na povrchu, se při formování pohoří nacházely na jeho úpatí.
Podloží je v jižní části tvořeno starými horninami (1,6 miliardy let) a jsou překryty paleozoickými, mezozoickými a neozoickými sedimentárními vrstvami, jak bylo zjištěno vrtanými sondami. Na severu vystupují na povrch mladší proterozoické horniny – zelené břidlice Casimceaské plošiny, staré přes 600 milionů let.
V pohoří se nalézají reliéfní formy ovlivněné petrografií a strukturou: žulový reliéf se suťovisky a strmými svahy v pohoří Măcin, staré paroviny zachované na erodovaném povrchu zelených břidlic, strukturní povrchy přizpůsobené širokým vlnám neozoických útvarů v jižní Dobrudže. Na severu (pohoří Măcin, Tulčanské vrchy a plošina Babadag) se nachází také soubor sedimentačních forem (skalní suky) a na sprašovém substrátu poklesy a sufoze spojené s krasovými jevy, které lze nalézt na celém pohoří jako například v jurských vápencích v okolí řeky Casimcea nebo podél jeho jižní hranice.

## Klima
Klima je mírné kontinentální s relativně chladnými zimami a teplými léty. Převládají severní a severovýchodní větry, v létě fouká suchý, teplý vítr. Sucha jsou běžným jevem na jaře (březen–duben) a v létě (červenec–srpen). Průměrná roční teplota je 11 °C na západě až 12 °C na východě a odpovídající lednový průměr -0,5 °C až 1 °C a průměrná červencová teplota je 21–22 °C.

## Hospodářský význam
Většinu z rozlohy plošiny tvoří orná půda. Hlavními pěstovanými plodinami jsou obiloviny (zejména pšenice a ječmen), slunečnice, kukuřice, cukrová řepa, fazole a další, které všechny mají udržitelné a vysoké výnosy. Pole jsou částečné zavlažována. Charakteristickým rysem pohoří jsou lesní pásy chránící polen před odvanutím sněhu v zimě, čímž chrání tak podzimní plodiny před mrazem.
V jihovýchodní části náhorní plošiny, u Kavarny, se v hloubce 1300–1900 m nachází svrchněkarbonské uhlí, jehož ložiska jsou kvůli propustnému nadloží zaplavena vodou, tudíž obtížně těžitelná.